# R.I.P. (chanson)
Pour les articles homonymes, voir RIP.
Singles de Rita Ora
How We Do (Party)
(2012) Shine Ya Light
(2012)
Singles par Tinie Tempah
Angels & Stars
(2012)
R.I.P. est une chanson de l'artiste britannique Rita Ora en collaboration avec le rappeur britannique Tinie Tempah sortie le 4 mai 2012. Extrait de son album studio à venir, la chanson a été écrite par Drake, par l'équipe de production StarGate et Chase & Status. À l'origine, la chanson a été écrite pour le 5e album studio de l'artiste américaine Rihanna Loud. Les paroles traitent de la chanteuse face à son petit ami, qui lui demande d'oublier son ex petite amie. Le clip vidéo est réalisé par Emil Nava. Ce single offre à Rita Ora son premier numéro un au Royaume-Uni.

## Formats et liste des pistes
- Téléchargement digital[1]

1. "R.I.P." - 3:49
2. "R.I.P." (Gregor Salto Remix) - 6:24
3. "R.I.P." (Seamus Haji Remix) - 7:10
4. "R.I.P." (Delta Heavy Dubstep Remix) - 4:16

- CD single promotionnel[2]

1. "R.I.P." - 3:49
2. "R.I.P." (Instrumental) - 3:49
3. "R.I.P." (Delta Heavy Dubstep Remix) - 4:16
4. "R.I.P." (Gregor Salto Remix) - 6:24
5. "R.I.P." (Seamus Haji Remix) - 7:10

## Crédits et personnels
- Rita Ora - chanteuse
- Tinie Tempah - chanteur
- Drake - auteur-compositeur
- Stargate - coréalisateur
- Chase & Status - coréalisateur

## Classement par pays
| Classement (2012)              | Meilleure position |
| ------------------------------ | ------------------ |
| Irlande (IRMA)                 | 11                 |
| Royaume-Uni (UK Singles Chart) | 1                  |
| Royaume-Uni (UK R&B Chart)     | 1                  |

### Certifications
| Pays      | Organisme | Certification | Vente  |
| --------- | --------- | ------------- | ------ |
| Australie | ARIA      | Platine       | 70 000 |
| Danemark  | IFPI      | Or            | 15 000 |

## Historique de sortie
| Pays        | Date       | Format                 | Label                        |
| ----------- | ---------- | ---------------------- | ---------------------------- |
| Irlande     | 4 mai 2012 | Téléchargement digital | Roc Nation, Columbia Records |
| Royaume-Uni | 6 mai 2012 | Téléchargement digital | Roc Nation, Columbia Records |